# Nexus (ClariSの曲)
「nexus」（ネクサス）は、ClariSの3枚目のシングル。2011年9月14日にSME Recordsから発売された。

## 解説
表題曲「nexus」は、小説『俺の妹がこんなに可愛いわけがない』の主題歌である。

また、カップリングの2曲もタイアップがついており、2曲目の「Don't cry」は集英社のマンガ雑誌『アオハル』 0.5号のテーマソング、3曲目の「アナタニFIT」は『ねんどろいど』のテーマソングおよびPlayStation Portable用ソフト『ねんどろいど じぇねれ〜しょん』テレビCM曲としてそれぞれ使用されている。
JOYSOUNDの対象機種「CROSSO」「HyperJoyWAVE」で、「nexus」を歌うと演奏終了後にClariS本人からの限定メッセージを聞くことが可能である。また、メッセージの最後に発表されるキーワードを、ClariS公式サイト内にある特設ページ"ClariS cafe"の専用フォームに入力すると、9月14日から10月13日までの期間限定でClariSオリジナル待ち受け画像がプレゼントされた。

## 評価
本作についてhotexpressの武川春奈は、「ハートを鷲づかみにされたような、瞬時にトキメキを与えてくれる楽曲」と評している。

## 収録曲
1. nexus [4:52]
  - 作詞・作曲・編曲：kz
  - 桐乃と黒猫の想いが込められており、1番が桐乃の兄、2番が黒猫の兄に対する感情をそれぞれ表している[6]。
  - アリス曰く「2番の“与えてくれたばかり、返しきれない宝物”とDメロは優しく感情を込めて歌った。」と語っている。
2. Don't cry [4:59]
  - 作詞・作曲・編曲：小田桐ゆうき
  - クララ曰く「仲良しな友達との別れを歌った曲」に仕上がっている[6]。
3. アナタニFIT [4:11]
  - 作詞・作曲・編曲：オオヤギヒロオ
4. nexus -instrumental-

## 収録アルバム
| 曲名  | 発売日        | アルバム                   |
| ----- | ------------- | -------------------------- |
| nexus | 2012年4月11日 | BIRTHDAY                   |
| nexus | 2015年4月15日 | ClariS 〜SINGLE BEST 1st〜 |